# تيري نيل
ويليام جون تيرينس «تيري» نيل (بالإنجليزية: Terry Neill)‏، من مواليد 8 مايو 1942 في بلفاست في إيرلندا الشمالية، لاعب كرة قدم إيرلندي شمالي سابق، ومدرب كرة قدم إيرلندي شمالي سابق.
بدأ مسيرته الكروية مع نادي آرسنال في عام 1959، ولعب معهم حتى عام 1970، وشارك معهم في 241 مباراة وسجل 8 أهداف، وفي عام 1970 انتقل إلى نادي هل سيتي، ولعب معهم حتى عام 1973، وشارك معهم في 103 مباريات وسجل 4 أهداف.
و قد لعب مع منتخب إيرلندا الشمالية لكرة القدم بين عامي 1963 و1973، وشارك معهم في 59 مباراة وسجل هدفين.
و في عام 1970 درب نادي هل سيتي حتى عام 1974، ومنذ عام 1971 وحتى عام 1975 كان يدرب منتخب إيرلندا الشمالية لكرة القدم، وفي عام 1974 درب نادي توتنهام هوتسبير، ودربهم حتى عام 1976، وفي عام 1976 درب نادي آرسنال حتى عام 1983.

## روابط خارجية
- تيري نيل على موقع قاعدة بيانات كرة القدم.إي يو (الإنجليزية)
- تيري نيل على موقع ناشيونال فوتبول تيمز (الإنجليزية)
- تيري نيل على موقع عالم كرة القدم.نت (الإنجليزية)